# Mathieu Cachbach
Mathieu Cachbach (Aarlen, 23 mei 2001) is een Belgisch voetballer die onder contract ligt bij FC Metz. Cachbach speelt op de positie van centrale middenvelder.

## Carrière
Cachbach werd in 2017 opgenomen in de jeugdopleiding van het Franse FC Metz. Hier maakte hij gedurende het seizoen 2019/20 zijn debuut voor het tweede elftal van de club, dat toen uitkwam in de Championnat National 3. Ook in het seizoen 2020/21 was Cachbach actief in het tweede elftal van Metz, dit seizoen één divisie hoger in de Championnat National 2.
Voor aanvang van het seizoen 2021/22 werd bekend dat Cachbach uitgeleend werd aan RFC Seraing, de Belgische dochterclub van Metz die net gepromoveerd was naar de Jupiler Pro League. Hij debuteerde op 21 augustus 2021 in de thuiswedstrijd tegen Cercle Brugge: Cachbach mocht na 74 minuten invallen voor Ablie Jallow. Seraing won deze wedstrijd uiteindelijk met 2-1. Pas op 18 januari 2022 kreeg hij tegen Union Sint-Gillis zijn eerste basisplaats in de Jupiler Pro League, weliswaar nadat hij in de Beker van België had mogen starten tegen KSC Lokeren-Temse en STVV. Cachbach klokte na afloop van het seizoen af op negentien officiële wedstrijden voor Seraing: naast vijftien competitie- en twee bekerwedstrijden speelde hij ook twee barragewedstrijden voor het behoud tegen RWDM.
In juni 2022 werd zijn contract bij Metz verlengd tot 2024. Op 30 juli 2022 maakte hij zijn officiële debuut in het eerste elftal van Metz: op de openingsspeeldag van de Ligue 2 liet trainer László Bölöni hem in de 3-0-zege tegen Amiens SC in de blessuretijd invallen.

## Clubstatistieken
| Seizoen         | Club            | Land               | Competitie             | Competitie | Competitie | Beker | Beker | Supercup | Supercup | Europees | Europees | Totaal | Totaal |
| Seizoen         | Club            | Land               | Competitie             | Wed.       | Dlp.       | Wed.  | Dlp.  | Wed.     | Dlp.     | Wed.     | Dlp.     | Wed.   | Dlp.   |
| --------------- | --------------- | ------------------ | ---------------------- | ---------- | ---------- | ----- | ----- | -------- | -------- | -------- | -------- | ------ | ------ |
| 2019/20         | FC Metz B       | Vlag van Frankrijk | Championnat National 3 | 8          | 0          | —     | —     | —        | —        | —        | —        | 8      | 0      |
| 2020/21         | FC Metz B       | Vlag van Frankrijk | Championnat National 2 | 8          | 1          | —     | —     | —        | —        | —        | —        | 8      | 1      |
| 2021/22         | → RFC Seraing   | Vlag van België    | Eerste klasse A        | 17         | 0          | 2     | 0     | —        | —        | —        | —        | 19     | 0      |
| 2022/23         | FC Metz         | Vlag van Frankrijk | Ligue 2                | 1          | 0          | 0     | 0     | —        | —        | —        | —        | 1      | 0      |
| Carrière totaal | Carrière totaal | Carrière totaal    | Carrière totaal        | 34         | 1          | 2     | 0     | 0        | 0        | 0        | 0        | 36     | 1      |

Bijgewerkt op 16 augustus 2022.
1 Galjé ·
2 Sylla ·
4 Tshibuabua ·
6 Cachbach ·
8 Kilota ·
9 Elisor ·
10 Marius ·
11 Abanda ·
12 Bernier ·
14 Guillaume ·
15 Lahssaini ·
16 Martin ·
18 Poaty ·
20 Ba ·
21 Sambu ·
23 Lepoint ·
30 Dietsch ·
34 Trémoulet ·
35 Conceição ·
40 Opare ·
52 Serwy ·
53 D'Onofrio ·
61 Silini ·
67 Renzulli ·
70 Solheid ·
Coach: Jeunechamps